# Un Péndulo Intransigente
Un Péndulo Intransigente (Non-compromised Pendulum, en ruso: Бескомпромиссный маятник) es un libro sobre el sistema de lucha del entrenador de boxeo Cus D'Amato, conocido como Peek-a-boo. El libro, escrito por el científico ucraniano e investigador de artes marciales Oleg Maltsev y el discípulo de D'Amato Tom Patti, se publicó en inglés en 2018 para el dominio público como un homenaje a la memoria de D'Amato.

## Historia de la obra
Antes de la publicación de "Un Péndulo Intransigente" del 26 de octubre de 2017 al 4 de noviembre de 2017, el proyecto "Ciencia para vencer" se dedicó a la memoria de Cus D'Amato, quien logró conseguir tres campeones mundiales, as decir  José Torres, Floyd Patterson y Mike Tyson. Historiadores del boxeo, periodistas y boxeadores de diferentes países, entre ellos Silvio Branco, Mihail Zavyalov, Patrizio Oliva, el Dr. Antonio Graceffo, Avi Nardia y Gordon Marino compartieron su opinión sobre D'Amato y su rol único en la historia del boxeo.
La idea del proyecto y la redacción del libro pertenece al científico ucraniano, profesor en las ciencias psicológicas, Oleg Maltsev, que estudió el sistema de entrenamiento de D'Amato y su estilo de boxeo durante más de 20 años. Para probar los resultados de la investigación y obtener información sobre el sistema, comenzó a colaborar con el estudiante de D'Amato, Tom Patti. En 2017 en Nueva York los autores completaron el estudio y la redacción del libro. En el transcurso del estudio, resultó que los periodistas estadounidenses inventaron el nombre del estilo "Peek-a-Boo" y que Cus D'Amato y sus estudiantes nunca habían usado este nombre, llamaron a este estilo de boxeo, el estilo de Cus D'Amato o el sistema de Cus D'Amato. Tom Patti también confirmó que este sistema era secreto, se transmitió solo en el círculo familiar del entrenador y no se llevó a cabo al público en general.
Tom Patty dijo que quiere honrar la memoria de su entrenador y preservar la ciencia de Cus D'Amato para las generaciones futuras, lo que le permite educar al campeón no solo en el boxeo profesional, sino también en otras áreas de actividad. Según la decisión de los autores, el libro no es un proyecto comercial y se publica de forma gratuita en acceso abierto.

## Contenido de la obra
El libro describe exhaustivamente el sistema de Cus D'Amato basado en dos décadas de investigación científica. Los autores afirman que el sistema de D'Amato es aplicable dentro y fuera del ring. Los diferentes capítulos del libro explican el genio de D'Amato y su enfoque psicológico, filosófico y metodológico de criar un campeón. En el marco de la investigación, la expedición científica se realizó en la tierra natal de D'Amato, sur de Italia.

## Opiniones y recesiones
El libro está disponible de forma gratuita en el dominio público en los idiomas ruso e inglés. En general, "Un Péndulo Intransigente" recibió críticas favorables de los estudiosos del boxeo que conocían a D'Amato en persona y/o investigaron su estilo de boxeo.
Un Psicólogo Deportivo, exboxeador y entrenador Alexander Balykin escribió en su reseña que el libro debería ser leído no solo por entrenadores, sino también por los atletas, independientemente del deporte que estén haciendo. Según Alexander Balykin, el sistema de Cus D'Amato siempre será relevante en todos los deportes. También señala el componente filosófico y psicológico en el sistema de D'Amato. Sin embargo, señala que al leer el "Péndulo intransigente" uno no podrá utilizar el sistema de D'Amato. Para una comprensión más profunda de la metodología de Cus en la práctica es necesario entrenar con un entrenador profesional y estudiar manuales metodológicos adicionales.
El Antonio Graceffo compara el "Péndulo intransigente" con el Libro de los Cinco Anillos de Miyamoto Musashi y con el tratado El Arte de la Guerra de Sun Tzu. Graceffo notó el concepto "2 + 3 = 5" y sus aspectos prácticos dentro y fuera del ring. El número "2" de la ecuación significa un duelo entre un entrenador y un estudiante, por medio del cual el entrenador gana autoridad ante los ojos de su alumno. Graceffo enfatizó que mientras Cus D’Amato pudo subordinar y "derrotar" a Mike Tyson, no dañó su personalidad. En sus palabras, el libro está destinado a desarrollar un enfoque y una mentalidad intransigente.
El periodista de NY Fights, John Gatling, señala que la visión de "Un Péndulo Intransigente" se encuentra en algún punto intermedio entre lo que Muhammed Ali pensó en Cus, el diablo y lo que Mike Tyson hizo de él, el Dios. John considera que el libro es un curso psicológico elaborado en el enfoque de Cus D’Amato para entrenar y desarrollar el estilo de vida de un verdadero campeón.
El historiador del boxeo, fundador del Salón Internacional de la Fama del Boxeo "Hall of Fame", (Las Vegas, Nevada),  Steve Lott revisó el libro como un algo que nunca se hizo en la historia del boxeo. En sus palabras, Cus estaría impresionado de que el autor entendiera que el 80% del boxeo era mental y emocional y que el físico era una parte pequeña. Sin embargo, al mismo tiempo, Steve señala que el libro está muy por encima del nivel de los lectores de boxeo promedio y que los conceptos pueden ser demasiado avanzados para comprender.
Martin González, el entrenador de La Federación Internacional de Boxeo (F.I.B.) de los Estados Unidos elogió el análisis de los elementos técnicos del estilo y el enfoque en el estudio de los procesos mentales y la psicología. Según Martin González, él mismo usó el estilo de Cus D'Amato para entrenar boxeadores.
El presidente de la Liga Nacional de Boxeo Profesional de Ucrania, Mikhail Zavyalov, generalmente elogió el libro. Sin embargo, está listo para discutir con un fragmento del libro donde se dice que sin el instinto del asesino un boxeador no se convertirá en rey en el ring. En contraste, se refiere a los boxeadores actuales como Vasil Lomachenko y Oleksandr Usyk, quienes en su opinión, no poseen el instinto asesino.